# Ирпен
Ирпин (на украински: Ірпiнь) е град в Украйна. Намира се в Киевска област близо до Киев. Населението на града е около 50 434 души. През града тече река Ирпен.

## История
Селището е основано през 1899 г. на железопътната линия Киев – Ковел.
На 26 юли 1941 г. е окупирано от Вермахта след битката при Киев. През ноември 1943 г. съветските сили го завземат обратно. Повечето от евреите в Ирпен са избити от нацистите.
На 27 февруари 2022 г., след като Русия започва пълномащабно настъпление срещу Украйна, Ирпен става център на ожесточени сражения, докато руснаците се опитват да превземат Киев. Руските сили подлагат града на артилерийски обстрел, докато украинските войски успяват да отблъснат и унищожат множество части, опитващи се да навлязат в града. Според Хюман Райтс Уоч, на 6 март руските войски бомбардират кръстовище в града, което се използва от евакуиращите се цивилни. На 28 март кметът на града Олександър Маркушин обявява, че Ирпен е освободен от украинските сили.